# World Championship Tennis
World Championship Tennis (WCT) — профессиональный теннисный тур, период активности которого пришёлся на 1968—1978 годы; в урезанной форме WCT просуществовал до 1990 года. WCT стал первым регулярным циклом профессиональных теннисных турниров, и в его рамках были внедрены несколько важных новшеств в теннисе, включая тай-брейк и ежегодный финальный турнир.

## Предыстория
Первые профессиональные теннисные туры появились задолго до Второй мировой войны, когда в 1926 году антрепренёр Чарльз Пайл организовал турне с участием лучшей на тот момент теннисистки мира Сюзанн Ленглен, трёхкратной чемпионки США Мэри Браун и олимпийского чемпиона 1924 года Винсента Ричардса.
Хотя тур Пайла не получил непосредственного продолжения, Ричардс, занявшийся популяризацией профессионального тенниса, в последующие годы организовывал турне, в которых он сам был одним из участников. В предвоенные годы звёздами профессиональных туров, не носивших, однако, регулярного характера, становились такие игроки как Билл Тилден, Карел Кожелуг, Эллсуорт Вайнз и Фред Перри. В послевоенные годы традицию профессиональных теннисных турне поддерживали сначала победитель Уимблдонского турнира 1939 года Бобби Риггс, а затем Джек Креймер. Креймеру часто удавалось привлекать в свой тур значительными суммами гонораров ведущих теннисистов-любителей. В туре Креймера в 1950-е и первой половине 1960-х годов принимали участие Фрэнк Седжмен, Лью Хоуд, Род Лейвер и другие теннисисты, в прошлом возглавлявшие любительские рейтиинги. Структура тура, однако, не была регулярной и представляла собой гастроли из города в город, в каждом из которых проводилось несколько разрозненных матчей. Настоящие профессиональные турниры с участием многочисленных игроков проводились лишь несколько раз в год.

## Создание WCT
В 1967 году предприниматель Дэйв Диксон, владелец футбольной команды «Нью-Орлеан Сэйнтс», в поисках дополнительных способов использования только что построенного стадиона «Луизиана Супердоум», остановил свой выбор на профессиональном теннисе. К созданию нового теннисного тура Диксон привлёк другого футбольного антрепренёра Ламара Ханта и его племянника Алана Хилла. В планах Диксона и Ханта было проведение тура в виде длинной серии турниров (по два трёхдневных турнира в неделю, до 80 за сезон) в разных городах с призовым фондом в 10 тысяч долларов в каждом. В турнирах предусматривалась сквозная система зачёта очков, коренным образом отличавшаяся от принятой в теннисе системы, в которой матч состоит из сетов, в свою очередь состоящих из геймов (в частности, в одном из первых показательных турниров WCT счёт финала был 96-33)
В преддверии тура Хант и Диксон заключили контракты на выступления с восемью теннисистами, среди которых были двое профессионалов (Деннис Ралстон и Бутч Бухгольц), чемпион Уимблдонского турнира 1967 года Джон Ньюкомб, полуфиналисты этого же турнира Роджер Тейлор и Никола Пилич, ведущий южноафриканский игрок Клифф Дрисдейл, Тони Роч и Пьер Бартез (Бад Коллинз в своей теннисной энциклопедии пишет, что последний к этому времени также был профессионалом). Эти игроки получили в прессе прозвище «Красивая восьмёрка» (англ. Handsome Eight).
В последний день 1967 года игроки Красивой восьмёрки провели показательный турнир на автомобильной стоянке в пригороде Сиднея (Австралия). Эти игры были засняты для телевидения. Первый официальный турнир WCT состоялся через месяц в Канзас-Сити (Миссури, США). Игры проходили на морозе, на искусственном покрытии Astroturf, постеленном прямо на лёд катка; площади корта не хватило на то, чтобы покрыть каток полностью, и игроки скользили по льду. Трибуны были заполнены меньше, чем на 20 %. Следующие несколько турниров были столь же неудачными, организаторы ни разу не приблизились к ожидаемой сумме выручки в размере 17 тысяч долларов и несли убытки. Вскоре Диксон, отказавшись от дальнейшего участия, продал свою долю в предприятии Ханту.

## Успех
Хант и Хилл оказались упорнее Диксона и продолжили работу над развитием нового тура. На роль заместителя директора был приглашён ранее работавший с туром Джека Креймера Майк Дэвис, через год занявший пост исполнительного директора WCT. После заключения договора о телевизионной трансляции турниров с сетью NBC руководство WCT постоянно работало в направлении большей привлекательности своего тура для телезрителей. Были подписаны контракты с ещё рядом игроков, в число которых входили Марти Риссен, Реймонд Мур и финалисты первого Открытого чемпионата США Артур Эш и Том Оккер. Публику, которая на теннисных матчах обычно ведёт себя крайне сдержанно, призывали шумно поддерживать игроков, из-за чего атмосфера на играх WCT стала напоминать матчи профессиональных боксёров. Традиционная белая форма теннисистов была заменена на яркие цвета, способствовавшие привлекательности зрелища на телеэкранах. Также ради улучшения телевизионной картинки был совершён переход с белых мячей на оранжевые, а затем на жёлтые, лучше заметные на фоне синего искусственного покрытия кортов. Разделение матчей на геймы и сеты были восстановлены, но, чтобы не давать матчам затягиваться надолго, был впервые введён тай-брейк.
Успешная конкуренция с Национальной Теннисной Лигой — наследницей тура Джека Креймера — окончилась присоединением её игроков к WCT, и к звёздам лиги добавились такие знаменитые теннисисты как Род Лейвер, Кен Розуолл, Рой Эмерсон, Панчо Гонсалес, Ken Rosewall, Фред Столл и Андрес Химено. Уже к 1970 году WCT стал приносить регулярные доходы, и структура тура была изменена: теперь его сезон включал 20 турниров, а каждый из 32 игроков получал за него гарантированный гонорар в размере 50 тысяч долларов. Была усовершенствована рейтинговая система, очки в которую начислялись в соответствии с результатами в течение года, и уже в 1971 году был впервые проведён Итоговый турнир WCT, в котором участвовали только игроки с лучшими показателями в течение года. Четвертьфиналы и полуфиналы турнира прошли в ноябре в Хьюстоне, а финал — в Далласе в присутствии 8000 болельщиков. Приз Кену Розуоллу, победившему Рода Лейвера, вручал первый человек, высадившийся на Луне — астронавт Нил Армстронг. Финал следующего итогового турнира, снова с участием Розуолла и Лейвера, собрал у телевизионных экранов 21,3 миллиона зрителей. Трансляция продолжалась четыре с половиной часа, из-за чего NBC пришлось перенести три программы, запланированных на более позднее время, и включала церемонию награждения, в ходе которой Розуолл, снова ставший победителем, получил чек на 50 тысяч долларов, золотой кубок, кольцо с бриллиантом и автомобиль Lincoln Continental.
С ростом популярности WCT росло и количество игроков, заключивших контракт с его организаторами. В 1973 году проводились два параллельных тура WCT, по 11 турниров и 32 участника в каждом. Теннисисты WCT в это время представляли 18 разных стран. В 1974 и 1975 годах 84 профессионала WCT были разделены на Красную, Синюю и Зелёную группы, сильнейшие игроки которых встречались между собой в далласском итоговом турнире. Помимо организации ежегодного тура, WCT открывал теннисные курорты (Lakeway World of Tennis рядом с Остином в Техасе и Peachtree World of Tennis в районе Атланты) и теннисные академии, а также производил форму для тенниса.

## Конкуренция, конфликты и ликвидация
Хотя уже в 1968 году началась Открытая эра в теннисе и игроки-профессионалы были допущены к престижным турнирам, включая турниры Большого шлема, конкурентные соображения в первые годы заставляли организаторов спортивных туров бойкотировать открытые турниры, если в них участвовали игроки из соперничающего тура. Так, в 1969 году в Открытом чемпионате Франции принимали участие игроки Национальной теннисной лиги, но не WCT.
В дальнейшем, когда финансовые успехи тура привели к беспрецедентно высоким гонорарам, это в свою очередь привело к оттоку игроков WCT даже с турниров Большого шлема. Особенно сильно это затронуло Открытый чемпионат Франции 1971 года, совпавший по времени с турнирами WCT. В ответ Международная федерация лаун-тенниса (ILTF) вначале сократила число турниров, к которым были допущены профессионалы, а затем и приняла резолюцию, запрещающую с января 1972 года участие профессионалов WCT в турнирах Большого шлема. Только по ходу 1972 года было достигнуто соглашение, согласно которому сезон WCT должен был проходить в первые месяцы года, а турниры ILTF и организованного при её участии тура Гран-при — с мая и до конца года.
Однако после раздела сфер влияния между ILTF и WCT игроки-профессионалы почувствовали, что им необходима полноценная защита их прав как наёмных работников. Результатом стало возникновение Ассоциации теннисистов-профессионалов (АТР). АТР в полной мере продемонстрировала своё влияние, когда расписание турниров WCT в очередной раз наложилось на календарь ILTF; на этот раз Никола Пилич, чей контракт обязывал его выступать в турнире WCT, пропустил матч сборной Югославии в Кубке Дэвиса. Югославская теннисная федерация дисквалифицировала Пилича на семь месяцев, а ILTF, хотя и сократила этот срок, всё же не позволила ему принять участие в Уимблдонском турнире. В ответ практически все члены АТР бойкотировали Уимблдон, и для урегулирования подобных конфликтов в дальнейшем был создан Международный совет по профессиональному мужскому теннису (англ. Men's International Professional Tennis Council).
По мере развития тура Гран-при конкуренция с ним становилась всё более тяжёлой для WCT. В 1978 году оба тура объединились, образовав тур Супергран-при, турниры которого проходили 45 недель в году. Однако в начале 1980-х годов произошёл раскол, в рамках которого Ламар Хант подал судебный иск против MIPTC и его отдельных членов, в том числе Международную федерацию тенниса и АТР. Хант обвинял Совет и АТР в нарушении антимонопольного законодательства, утверждая, что из-за их действий ему пришлось уменьшить число турниров WCT, в 1982 году составлявшее 22, до трёх на следующий год. Конфликт продолжался до осени 1983 года, когда было заключено соглашение о новом объединении календаря Гран-при и WCT. Согласно условиям этого соглашения, число турниров, остающихся под контролем WCT, сокращалось до абсолютного минимума: в 1984 году под эгидой WCT прошли три турнира, в 1985 — два, а в дальнейшем эта организация должна была проводить только турнир в Далласе.
В 1990 году на смену туру Гран-при, управляемому MIPTC, пришёл новый профессиональный тур АТР, условия в котором определяли сами игроки. В августе того же года руководство WCT объявило о его роспуске; несколько турниров под эгидой WCT, запланированных на конец этого и начало следующего года, были отменены.